# Hérmias de Atarneu

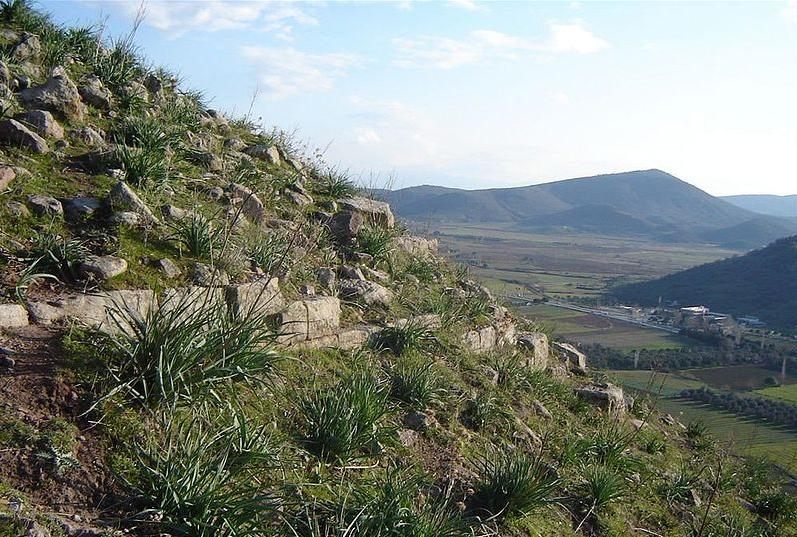
Atarna, Turquia. Imagem de Atarna - Dikili, Turquia. DATA (06/11/2006).

Hérmias foi um tirano de Atarneu (na Mísia, oposto a Lesbos), deposto pelo estratagema traiçoeiro Mentor de Rodes. Ex-aluno da Academia (embora nunca tenha conhecido Platão), ele introduziu um regime mais moderado, admitindo que os platônicos Erasto e Corisco de Scepsis compartilhassem de seu poder e os encorajou a fundar uma nova escola filosófica em Assos. Aristóteles tornou-se amigo íntimo de Hermias e se casou com sua sobrinha e filha adotiva, Pítia. Hermias possuía um formidável poder naval, militar e financeiro e era virtualmente independente do Império Aquemênida. Ele negociou, com a ajuda de Aristóteles, um entendimento com a Macedônia.
Em 341 a.C., Hérmias havia se revoltado contra Artaxerxes III, e este enviou seu general grego Mentor de Rodes para combatê-lo. Mentor prometeu a Hérmias que conseguiria convencer o Rei a retirar as acusações contra ele, e, com esta mentira, o prendeu, removeu seu anel, e escreveu cartas às cidades fortificadas, dizendo que Hérmias havia feito um acordo de paz com os persas. O povo das cidades, acreditando nas cartas, entregou as cidades e fortalezas aos persas.